# Fédération burkinabè de football
La Fédération burkinabè de football (FBF) est une association regroupant les clubs de football du Burkina Faso et organisant les compétitions nationales et les matchs internationaux de la sélection du Burkina Faso.
La fédération nationale du Burkina Faso est fondée en 1960 sous le nom de Fédération voltaïque de football, prenant son nom actuel en 1984 lorsque la république de Haute-Volta devient le Burkina Faso. Elle est affiliée à la FIFA depuis 1964, et est membre de la CAF depuis 1964.

## Anciens présidents
- Adrien Bobo Tapsoba
- Pierre Romuald DJIGMA
- Boureima Badini
- Souley Mohamed[1]
- Honoré Nabéré Traoré
- Zambendé Théodore Sawadogo[2]
- Sita Sangaré[3]
- Lazare Banssé (2020-2024)
- Oumarou Sawadogo (depuis 2024)[4]